# Estación Carrefour Gamboa
La estación Carrefour Gamboa forma parte del sistema Autobuses Caleta Olivia. Su nombre debe a la calle en la cual se encuentra y en cuya cercanía se encuentra el hipermercado Carrefour. Fue inaugurada en 2012.

## Características
Se accede al plataforma mediante un cordón. La estación no incluye carteles informativos sobre el servicio y la combinaciones posibles. La parada está cubierta y cuenta con asientos de madera.
Presenta un flujo medio/moderado de pasajeros, aunque es muy difícil predecir con exactitud una media pues la estación muestra niveles de ocupación muy variables. Lo que sí está claro es que como está ubicada en el corazón del Bo. Perito Moreno, los usuarios generalmente son empleados y estudiantes, cuyos lugares de origen/destino están entre los comercios del sector o las instituciones educativas cercanas.

## Colectivos
Esta estación es operada por las líneas B y la D,